# Llum frontal

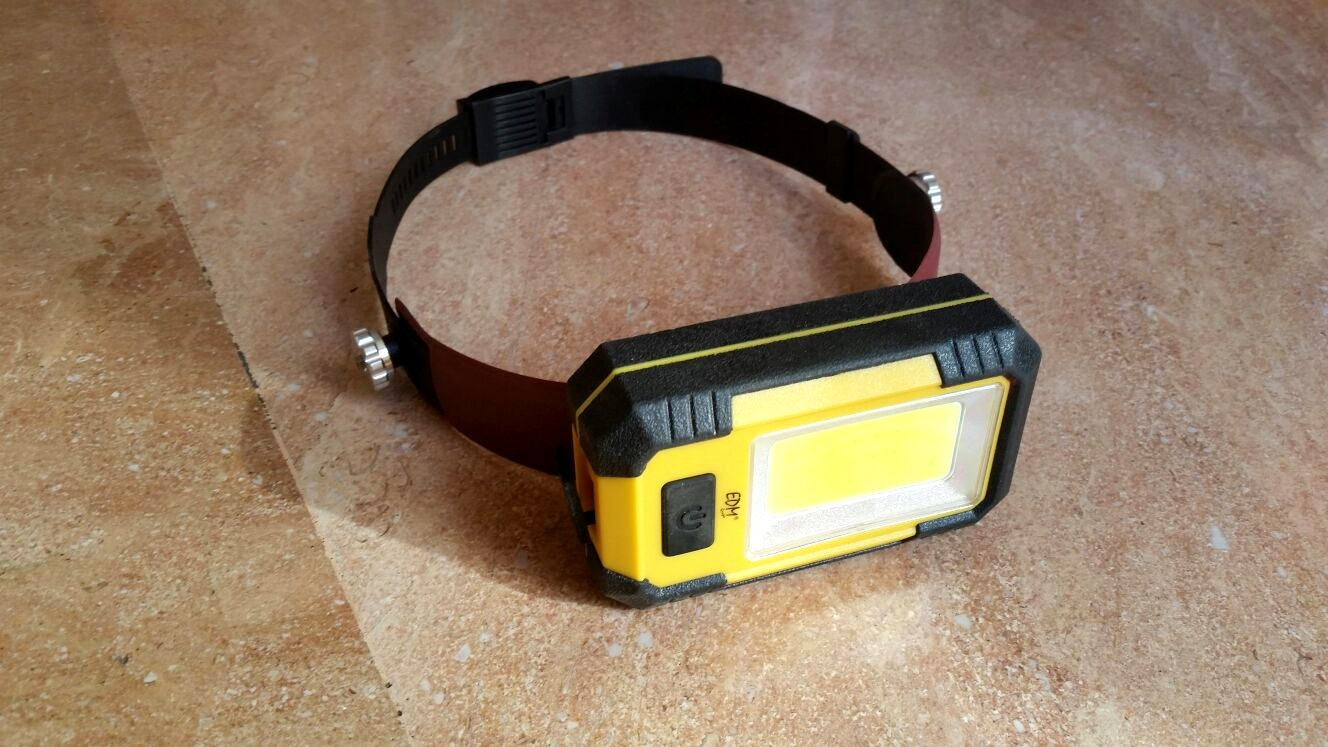
Llum frontal LED de 500 Lm amb bateria li-ió de 4000 mAh

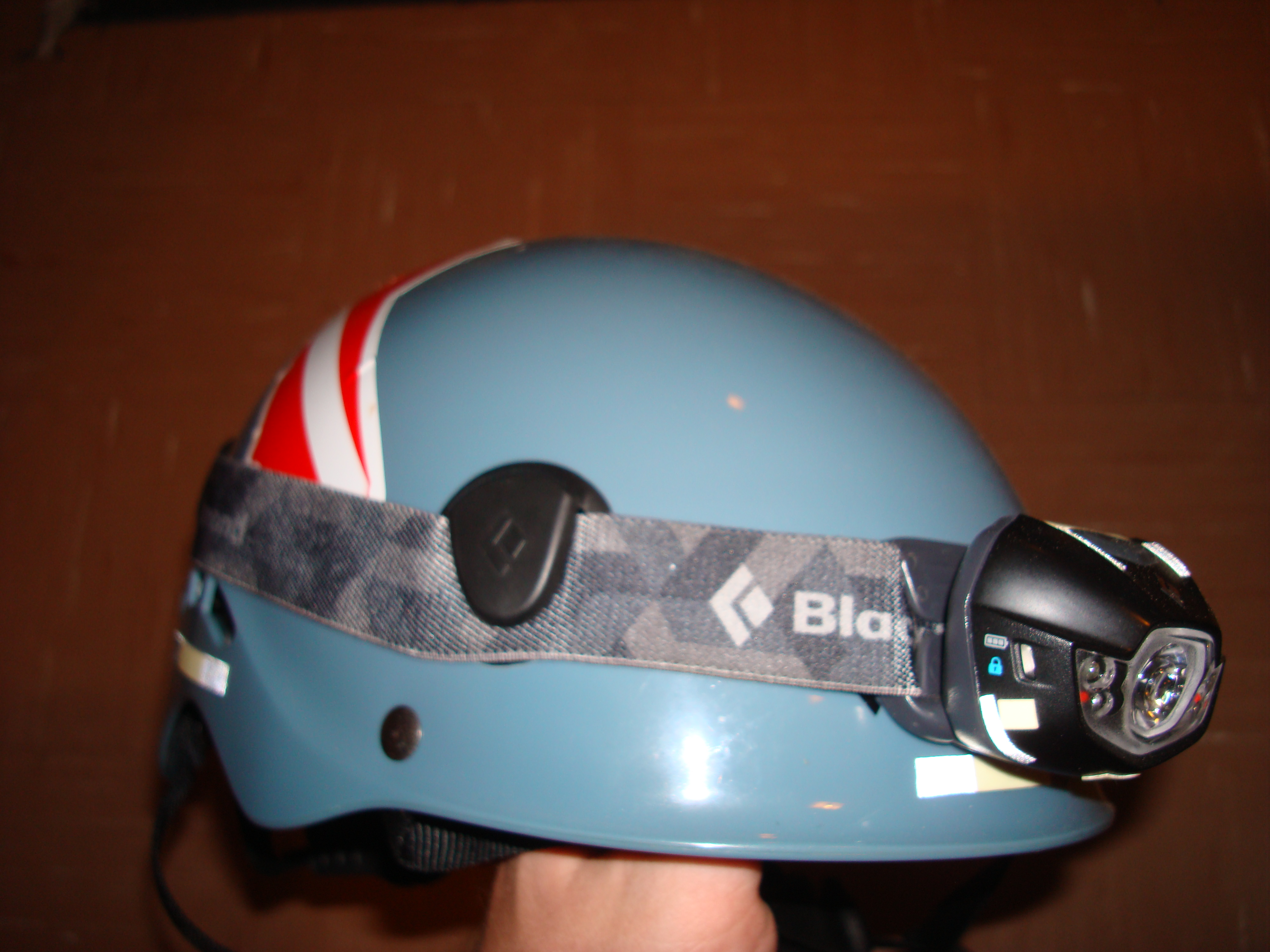
Black Diamond Spot amb casc

Un llum frontal o llanterna frontal és una font de llum col·locada amb un suport a la part anterior del cap, molt útil per a activitats a l'aire lliure de nit o en condicions de foscor. Se solen fer servir en espeleologia, orientació, senderisme, esquí, excursionisme, curses d'aventura, càmping, muntanyisme o ciclisme de muntanya, o simplement quan es volen tenir les mans lliures per realitzar alguna tasca..
Aquestes làmpades també poden ser utilitzades per treballadors de mineria subterrània, cerca i rescat, o en qualsevol feina que necessiti il·luminació, directe en el cap de visió, deixant les mans lliures per treballar com: cirurgians, mecànics, etc.

## Descripció

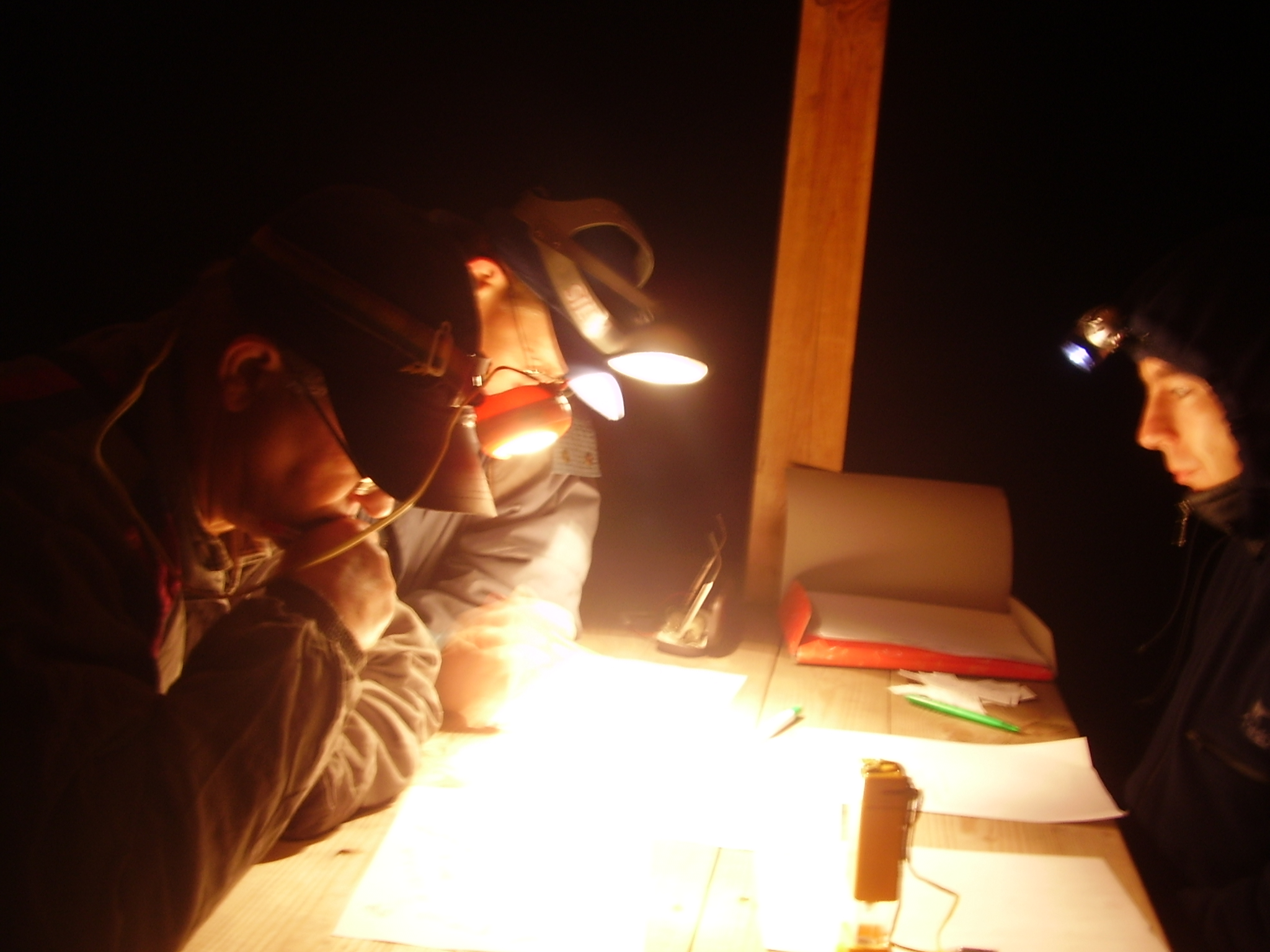
La utilitat dels llums frontals rau en la llibertat de moviment de les mans

Aquest tipus de làmpades funcionen generalment amb dues, tres o quatre piles AA o AAA. encara que hi ha sistemes amb bateries fins i tot recarregables (4xtipus A, o dues en) generalment dissenyades perquè el LED es col·loqui sobre la part frontal del cap, amb el compartiment de les bateries a la part posterior del cap o al cinturó, si són molt grans. El llum queda lligat sobre la part frontal del cap o al casc amb una corretja elàstica. De vegades es pot desconnectar completament el paquet de bateries del cinturó, per guardar-lo separadament o tenir-ne un de recanvi. Els llums més lleugers estan subjectes al voltant del cap de l'usuari amb una banda elàstica; els més pesats utilitzen una banda addicional a la part superior del cap.
Quan van sortir al mercat els LEDs blancs es van adoptar ràpidament per al seu ús en els llums frontals a causa de la seva mida més petita, menor consum d'energia i durabilitat millorada en comparació amb les bombetes incandescents
Els LED d'un watt o de més de potència, han desplaçat les bombetes incandescents en molts models de làmpades. Per evitar danyar les peces electròniques, generalment cal un dissipador de calor per als llums que usen LED. Normalment s'utilitzen convertidors CC-CC per regular la intensitat dels LED que dissipen més de 1W, de vegades controlats per microprocessadors. Això permet que els LED proporcionin una brillantor que no es veu afectada per la progressiva caiguda de voltatge de la bateria, i a més a més permet nivells de sortida seleccionables. .

## Història

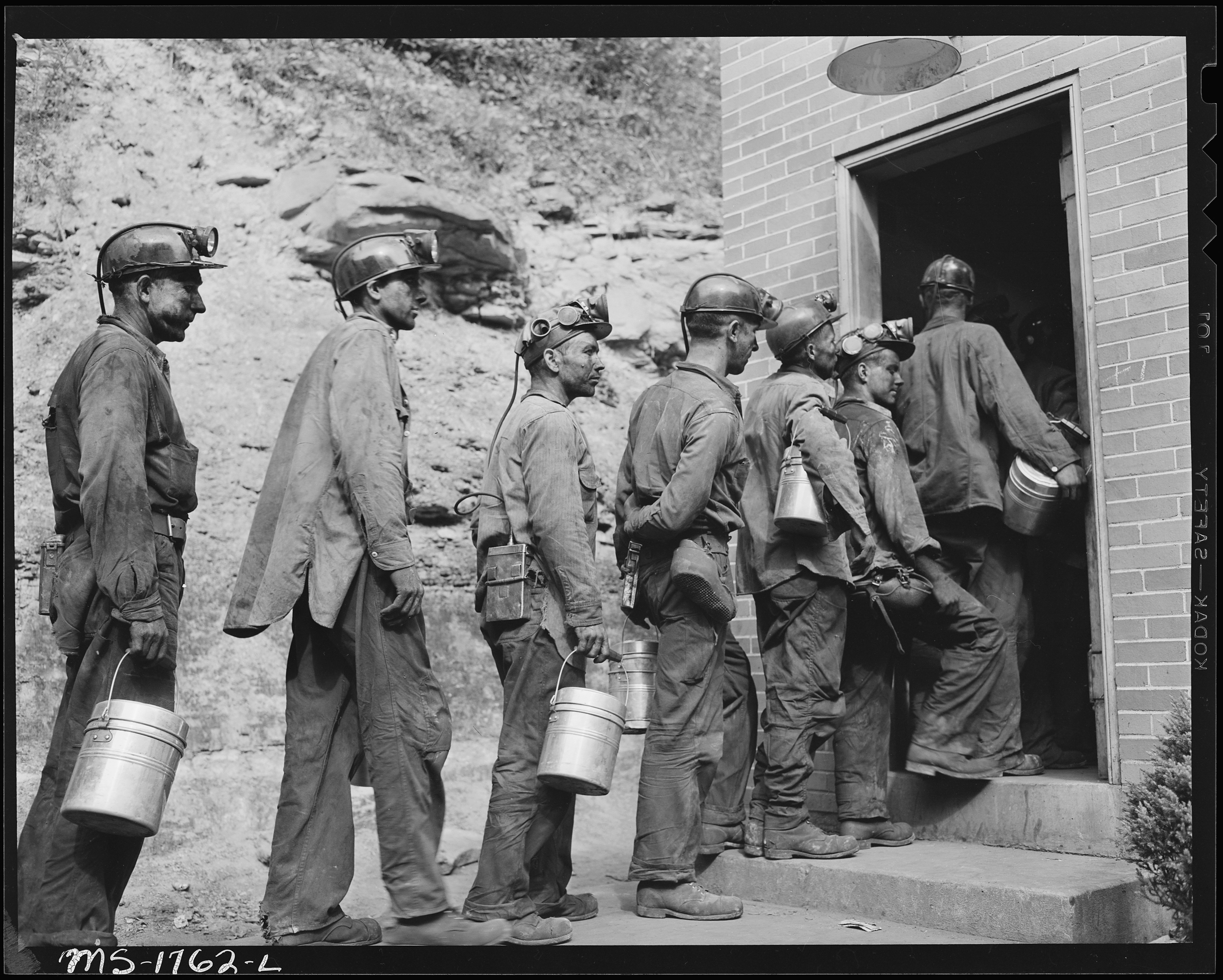
Els miners de carbó feien servir llums el 1946. Al final del torn, les làmpades es verificaven a la caseta del magatzem per recarregar-les i mantenir-les.

El 9 de novembre de 1815, va ser presentada el làmpada de Davy a la Royal Society de Londres, era una "làmpada de seguretat" inventada pel químic britànic Sir Humphry Davy per evitar les explosions causades per la ignició del gas grisú a les mines de carbó. una llanterna de querosè que tenia la flama protegida per una pantalla de tela metàl·lica fina, que impedia la propagació de la flama cap al gas.
El 9 de novembre de 1815, va ser presentada el làmpada de Davy a la Royal Society de Londres, era una "làmpada de seguretat" inventada pel químic britànic Sir Humphry Davy per evitar les explosions causades per la ignició del gas grisú a les mines de carbó. una llanterna de querosè que tenia la flama protegida per una pantalla de tela metàl·lica fina, que impedia la propagació de la flama cap al gas.
Al voltant de 1900 es van desenvolupar les "làmpades de carbur", i es van mantenir en ús fins i tot quan van aparèixer leslàmpades elèctriques, a causa de la poca durada de la bateria d'aquestes últimes. L'adveniment de làmpades LED d'alta eficiència va desplaçar finalment les làmpades incandescents o de combustió, però, tot i la introducció dels LED de vegades es van utilitzar combinacions de làmpades LED i halògenes, que permetia a l'usuari seleccionar entre els tipus segons la tasca 

## Fabricants
- Petzl
- Silva

## Galeria

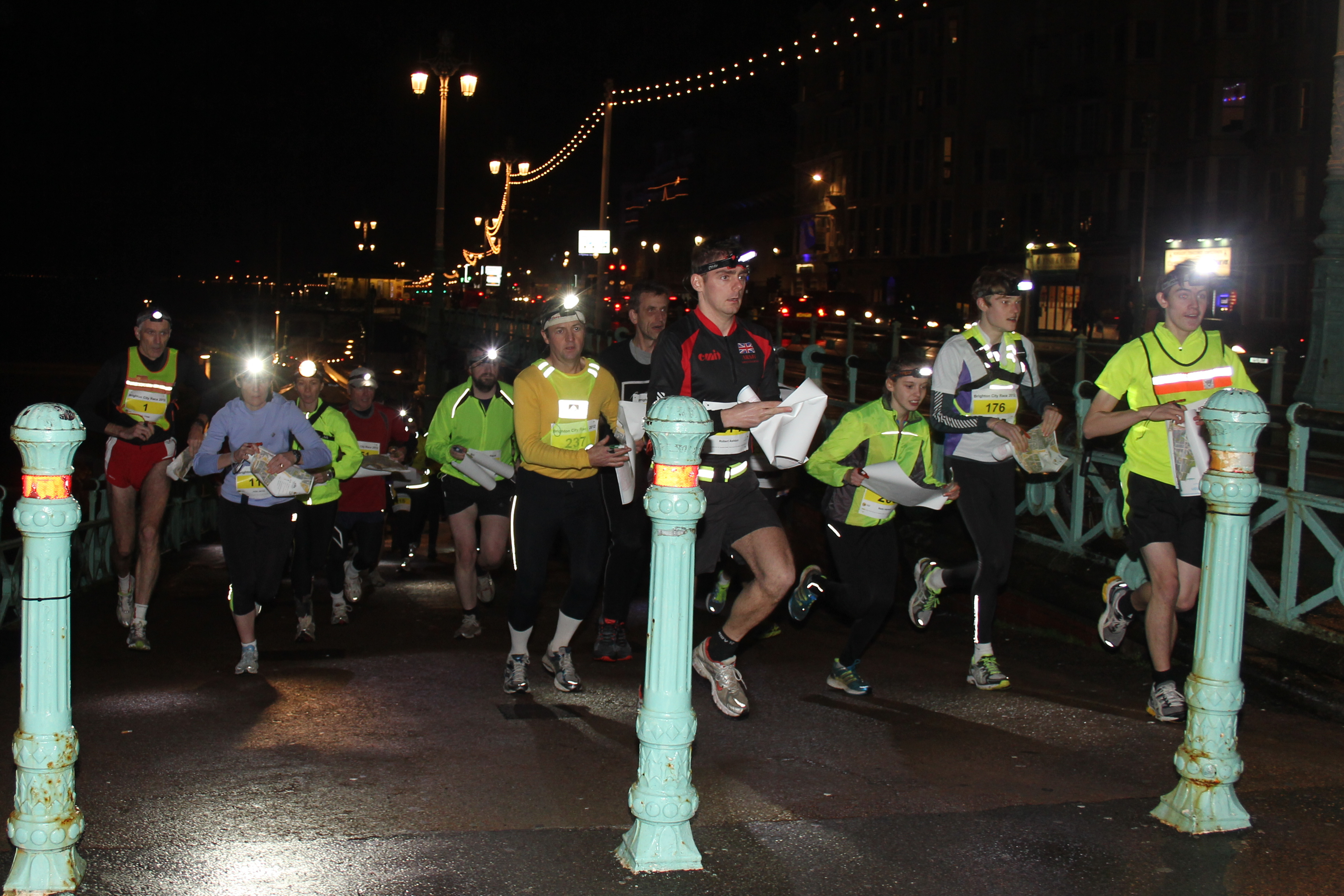
Sortida de la cursa Brighton City Race
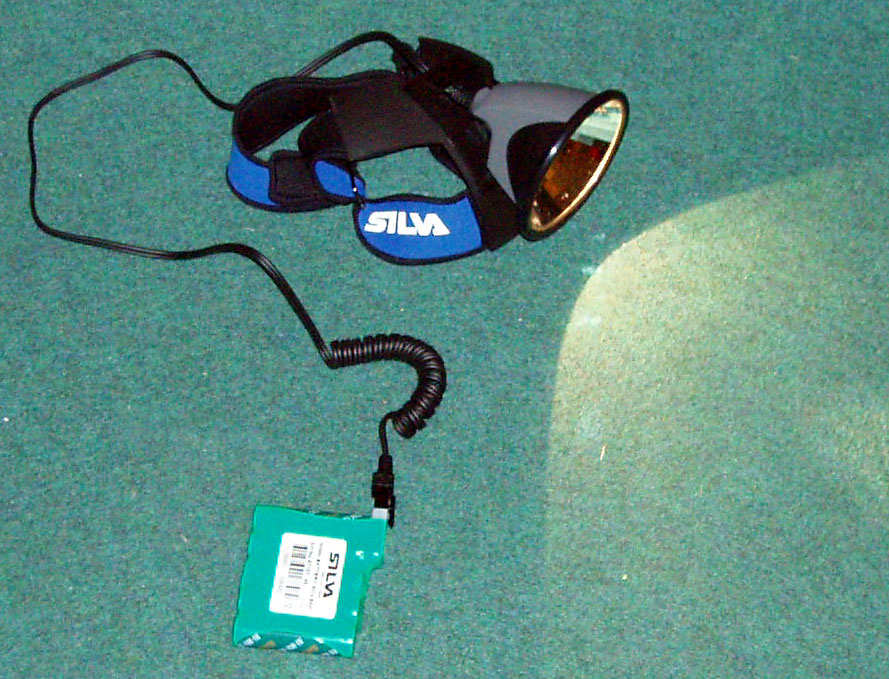
Llum halògen Silva utilitzada per a orientació nocturna amb caixa de bateries i làmpada separades
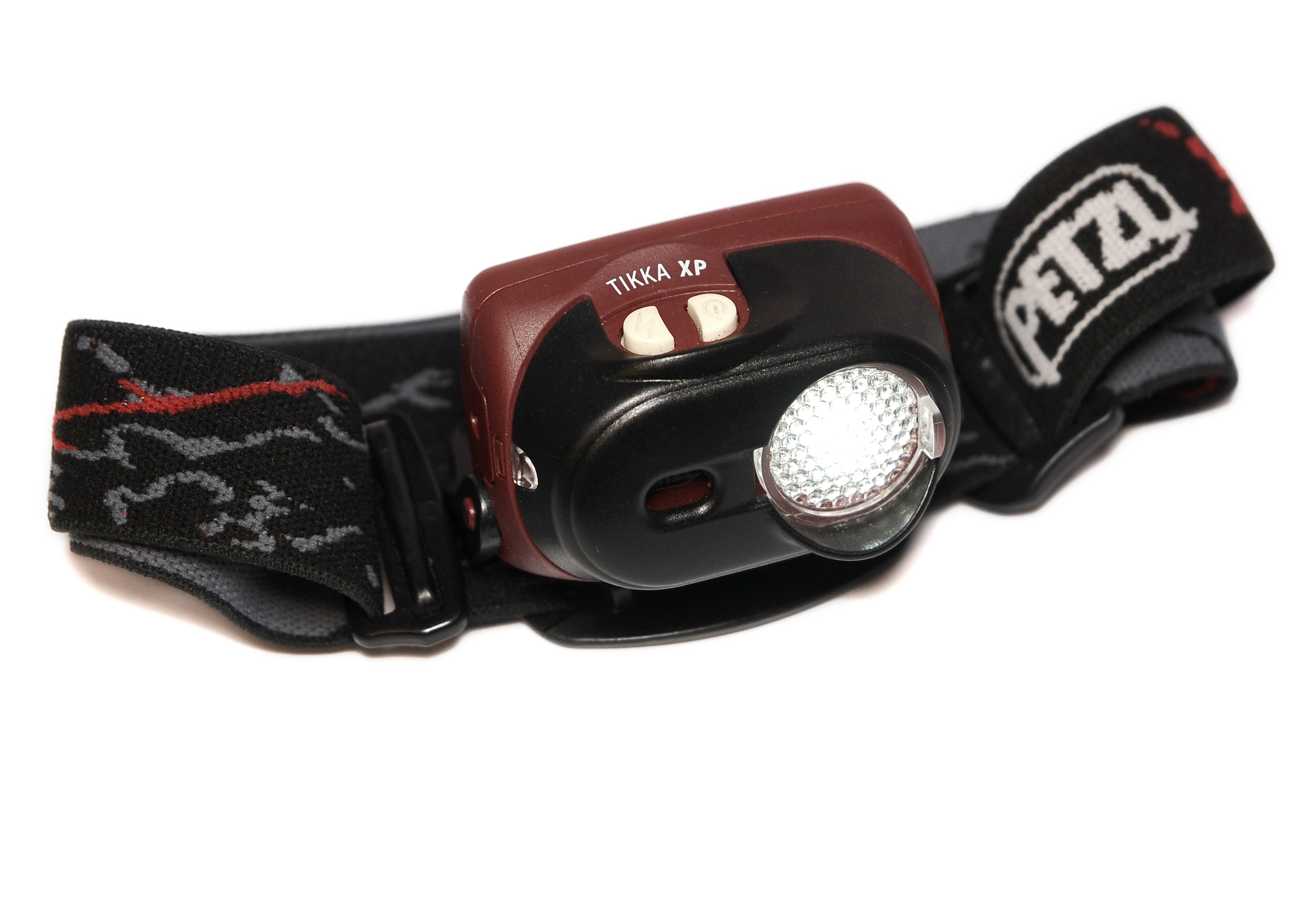
Llum LED Petzl amb piles combinades amb el llum
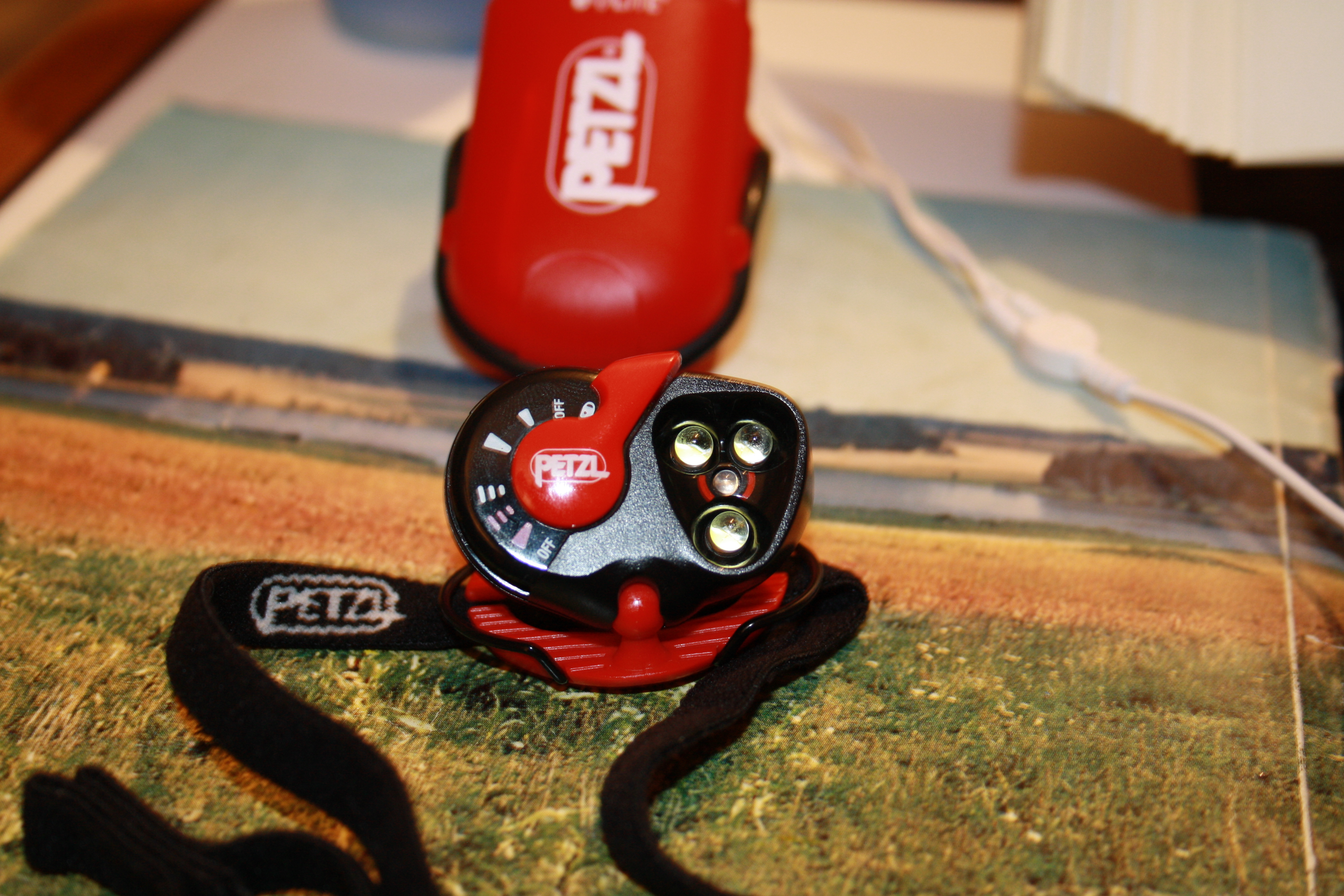
Petzl de LEDs